# Батиальные отложения
Батиальные отложения — океанические и морские осадки, отлагающиеся на материковом склоне между шельфом и ложем океана на глубинах от 200 до 2500 м. Занимают 19,4 % площади Мирового океана. Среди батиальных отложений преобладают терригенные осадки (56,5 %), возникающие в результате выноса обломочного материала и глинистых частиц с суши. Вулканогенные осадки (5 %) приурочены к областям современной вулканической деятельности.